# Ingeniería del valor
La ingeniería del valor es un sistema en el que se analizan y aplican medidas correctivas a un bien o servicio en el cual se busca maximizar los recursos y disminuir los costos de producción, manteniendo su funcionalidad, calidad y confiabilidad inicial o mejorándolas, sin dejar de lado las expectativas del cliente.

## Antecedentes
La ingeniería del valor o método del valor tiene sus orígenes en General Electric durante la Segunda Guerra Mundial, donde se vivía en un contexto lleno de escasez de mano de obra calificada, materias primas y componentes. Dada la situación  Lawrence D. Miles y  Harry Erlicher,  Ingenieros de GE en 1940, se vieron en la necesidad de buscar sustitutos aceptables para la generación de los productos. Al implementar dicho proceso se percataron de que las sustituciones reducían costes  y una mejora sustancial en el producto, por lo que Miles con el apoyo de sus superiores en GE  desarrolló y perfeccionó la técnica que llamó “Análisis de valor” (Watson, G., 2005).
Basado en el éxito experimentado por General Electric, el concepto se extendió a lo largo de la industria privada debido a su capacidad de generar un alto rendimiento a una inversión relativamente baja. La primera organización gubernamental en implementarla fue el Departamento de Defensa de Buques en EE. UU.  en 1954 llamando el programa “Ingeniería de Valor” nombre con el que actualmente se conoce y maduró en la década de 60’s después de haber sido aprobada para su uso por el Departamento de Defensa de los Estados Unidos en 1961 (Watson, G., 2005).
Por otra parte, los conceptos y métodos aplicados en la ingeniería de valor han influido en el desarrollo de Quality Function Deployment (QFD), la Teoría de la inventiva de Solución de Problemas (TRIZ), los métodos magra del Sistema de Producción Toyota (TPS) y ha sido empleada en la industria del agua  y aguas residuales desde mediados de la década de 1970 en ciudades como Nueva York, Seattle, Portland, San Francisco  y San Diego (Watson, G., 2005).

## Escenario mundial
Según G. Watson (2005), desde el inicio de su implementación hasta la década de 1970, la ingeniería del valor se fue presentando de la siguiente manera:

### En Estados Unidos
- 1947 		General Electric
- 1954 		Departamento de Defensa
- Década de 1990	La mayoría de los sectores organizados la implementan.

### En Japón
- 1955 		JPC envió tropas a EE. UU. en busca de “Control de costos”
- 1959 		Programa de Ingeniería del valor inicia
- 1965 		“SJVE” se establece
- 1973 		Impulso de la Ingeniería del valor en la crisis petrolera
- Década de 1990	Prácticamente todos los sectores organizados lo implementan

### En India
- 1965 		Dirección de Ingeniería de valor
- 1979 		Inversión establecida

## Método
Según Meeker, D. & McWilliams, F. (2011), quienes publican para el Instituto Tecnológico de Massachusetts (MIT), los pasos que sigue la ingeniería de valor son:
- Crear una base de datos eficiente con información relevante: Recabar datos relevantes que incluyan el costo de cada parte del producto, los recibos de materiales, estándares de costos y listas de cantidades que deben ser organizadas en una base de datos. Se deben registrar  todas las partes, cantidades, costos e información auxiliar que pueda causar errores por más mínimos que sean, ya que estos se magnificarán de acuerdo al volumen de producción. Una serie de pruebas  para detectar  los errores es indispensable para asentar la base de datos madre. En consecuencia, la eliminación de errores brinda mejores resultados.
- Identificar los conductores de costos de producción: Para el ahorro de costos se debe analizar en dónde se está consumiendo el mayor monto del costo. Los costos extendidos son aquellos que consideran el costo por unidad del componente por la cantidad usada. Después de calcular el costo extendido se deben clasificar en costos de tipo A = representan entre 10% y 15%  de las partes totales pero un 70% del costo total del producto; de tipo B = representan el 20% de las partes totales y el 20% del costo total; de tipo C = representan el 70% de los artículos totales pero solo el 10% del costo total del producto. Los costos se deben tabular y ordenar  en forma descendente de acuerdo a la contribución que este aporte al costo total.
- Identificar un ambiente más amplio de costos: Existen ciertas equivocaciones cuando se trata de distribuir los costos indirectos, por esto es preciso que se realicen los cambios internos necesarios y la nueva colocación de los costos indirectos en una forma que represente más eficiencia para la organización, así los problemas de los gastos podrán ser mejor reconocidos y solucionados propiamente. Siempre es importante tomar en cuenta los factores que pueden afectar el costo del material y por consiguiente el costo del producto.
- Aplicar técnicas de ingeniería de valor: Para poder reducir costos, es necesario utilizar técnicas de ingeniería del valor. Sin embargo, para que el método de “Ingeniería del Valor” se pueda realizar, se necesitan equipos; y dentro de estos equipos, se necesitan miembros que tomen las decisiones. Por lo que se han creado ciertas técnicas que se utilizan antes de llegar al método tradicional de ingeniería del valor:
  - Rediseño es la forma de reducir la mayor cantidad de costos posibles, debido a que se trabaja en conjunto con el esfuerzo de diseño de ingeniería. Este proceso funciona mejor cuando el diseño aún es joven. Si fuera un diseño más viejo se tendrían que aplicar métodos más clásicos; iniciando con la creación de un equipo de acción. El equipo se conforma con diferentes miembros de diseño, ingeniería, compras, materiales, control de calidad, etc., que iniciarán el  proceso de evaluación de costos:
  - Aislar el producto en funciones.
  - Lluvia de ideas que sirvan para satisfacer esas funciones
  - Evaluar el costo y los beneficios de cada propuesta.
  - Crear e implementar planes de acción para llevar a cabo la solución elegida.
  - Llegar a un acuerdo y ejecutar la mejora.
- Costos de componentes existentes: Es la forma más rápida y menos invasiva de reducir costos. La manera en la que funciona es por medio de re-negociaciones con los proveedores actuales. Se puede hacer un análisis de proveedores y entonces tener una propuesta de negociación. También se pueden hacer compras más grandes, para que el precio baje.
- Sustitución de componentes: Es el segundo método más rápido para reducir costos porque en el proceso se mantienen forma, ajuste y función. Hay tres formas de lograr esto: 
  - Comprar los mismos componentes pero con diferente proveedor. Debido a la tecnología y a la competencia entre fabricantes, los proveedores tienen tablas de equivalencias para diferentes tipos de componentes, por lo que es relativamente sencillo sustituir uno, a menos que sea nuevo y por tanto, sea más caro.
  - Comprar componentes similares pero con un desempeño menor. Se hace un análisis de la producción  y del producto en sí. En el análisis se destacan aquellas piezas que, aun siendo cambiadas por piezas de relativa menor calidad, no afectan el desempeño del producto final.
  - Comprar componentes similares pero con un desempeño mayor. Hay ciertos componentes clave que, por su uso, es mejor adquirirlos de mayor calidad. Por lo que comprar componentes caros (pero de mayor calidad) resulta un ahorro a largo plazo.
- Re-Source/Out-Source. Para mejorar tiempos de entrega y simplificar la producción, se puede hacer uso de la outsourcing que se refiere a cuando una empresa contrata a otra para que esta segunda produzca cierto componente necesario. De esta forma se ahorra mucho dinero porque disminuye el personal que se necesita, tiempos, costos de producción, costos indirectos de fabricación, entre otros. Si la empresa ya ocupa la contratación externa, puede buscar un nuevo proveedor que le deje mejores beneficios y menores precios. A esta práctica se le conoce como re-source.
- De-Featuring. Esta práctica consiste en hacer dos análisis: el primero es un análisis exhaustivo de todas las funciones y capacidades del producto que se está vendiendo. Seguido de esto se debe hacer un análisis del mercado y preguntarse cuáles son aquellas características que los clientes aprecian más. Hecho este análisis se procede a remover las características que no son apreciadas por los clientes. Sin embargo, estas características recientemente removidas se pueden ofrecer a los clientes como opcionales, a un costo adicional.

## Fases
La ingeniería del valor consta de cuatro fases (Tantawy, 2011):
- Información

En esta fase se define el problema a solucionar, se evalúa la viabilidad de la aplicación de la ingeniería del valor, se recopilan datos sobre el estado actual del producto, sus limitaciones y requisitos y se asignan recursos.
- Especulativa

En la fase especulativa se desarrollan alternativas con procesos que impliquen costos más bajos.  
- Analítica

En la fase analítica se hacen comparaciones de costes y se define la alternativa óptima (evaluación). Además, se entiende el producto desde una perspectiva funcional, es decir  lo que debe hacer el producto.
- De propuesta

En esta fase se incluye la preparación y planificación a partir de la presentación de los resultados del estudio de ingeniería del valor a los stakeholders, se obtiene la aprobación del cliente y se establecen los compromisos de cada integrante del equipo.
Un estudio realizado desde la perspectiva de la ingeniería del valor es más riguroso que un análisis o estudio típico, ya que aborda un enfoque sistemático y creativo para aumentar el retorno de inversión en los componentes, sistemas y otros productos. El corazón de la ingeniería del valor es el análisis de la función; por lo que de acuerdo al Idaho National Laboratory  (2011) existen 3 fases adicionales:
- Preparación y planificación: se planifica, organiza y define el objeto de estudio.
- Creatividad: generar una diversidad de ideas relacionadas con otras formas de realizar las funciones.
- Desarrollo: se da seguimiento a la propuesta óptima.

## Beneficios

### Económicos (para la empresa o productor)
- Identificación y reasignación de costos de producción
- Reducción en el costo de componentes
- Eficiencia en la línea de producción

### Ambientales (para la sociedad y el medio ambiente)
Aunque la ingeniería del valor está más enfocada a la optimización de procesos y mejora de recursos económicos en una empresa, podemos encontrar múltiples beneficios al medio ambiente, derivados de los beneficios económicos:
- Optimización y reducción en el uso de algunos tipos de energía.- En el momento en el que se mejoran los procesos de fabricación de algún producto y se mejora la línea de producción se reduce el uso de la energía eléctrica, el uso de combustibles y el uso de los recursos naturales en general.
- Enfoque productivo ECO-FRIENDLY.- Una vez que se concientiza el uso de los recursos ocupados en la empresa se puede llegar por medio de certificaciones de organismos internacionales a la producción “Ecológicamente amigable” que consiste en el uso de energías y uso responsable de los recursos naturales.[3]